# 羅特河 (雷德尼茨河支流)
49°14′53.18″N 11°5′14.75″E / 49.2481056°N 11.0874306°E

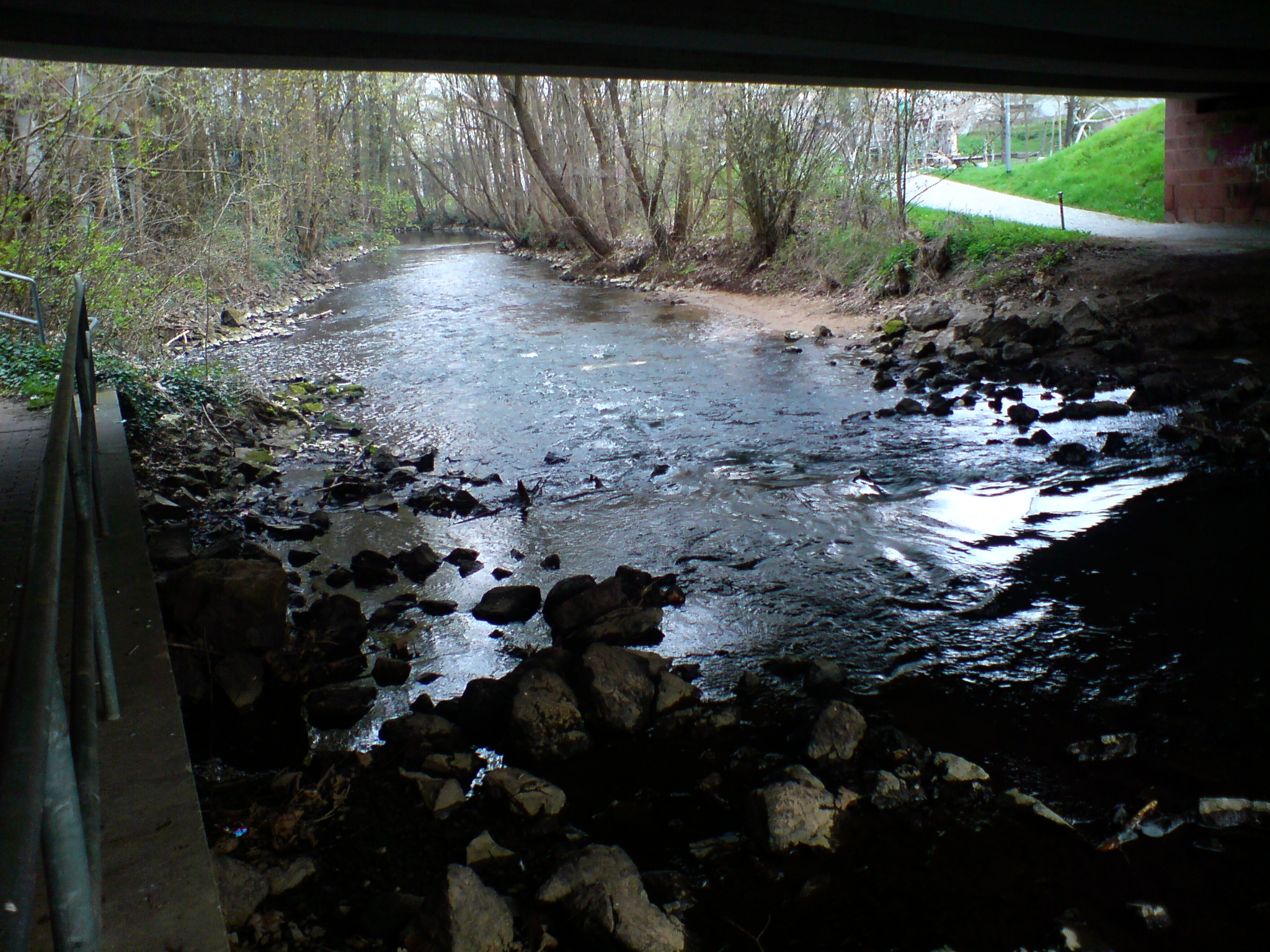

羅特河（德語：Roth），是德國的河流，位於該國東南部，由巴伐利亞負責管轄，屬於雷德尼茨河的右支流，河道全長23.6公里，流域面積172.5平方公里，發源自塔爾梅辛附近。